# Poesia estemporanea

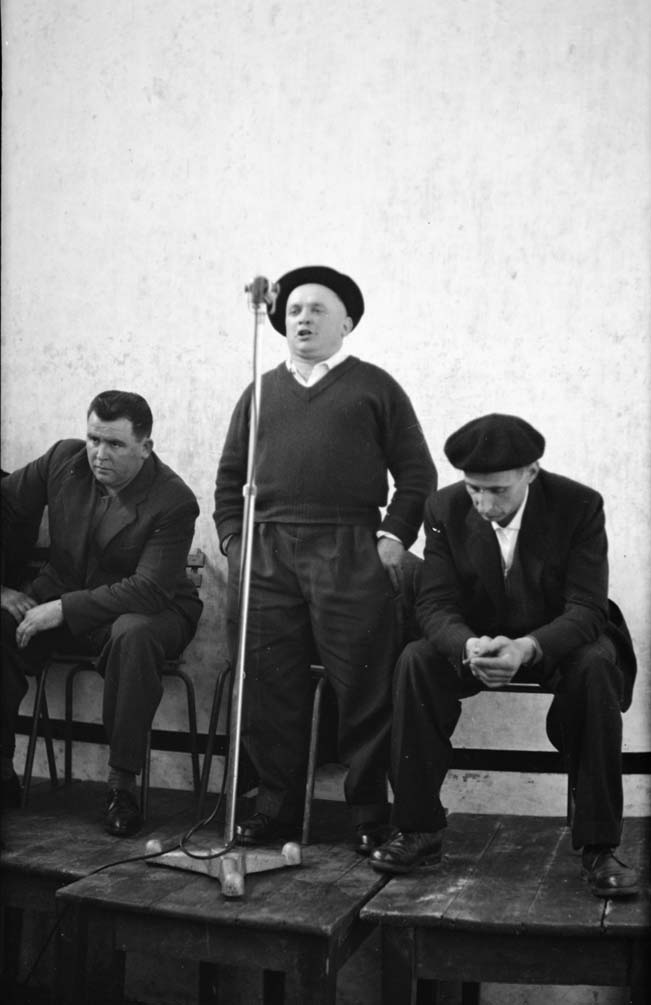
Mattin Treku compone un bertso (Sare, Iparralde, 1960)

La poesia estemporanea (o poesia improvvisata, o a braccio) è un genere poetico in cui la creazione letteraria avviene direttamente di fronte a un pubblico, con tecniche di improvvisazione, sulla base di temi proposti al momento dell'esibizione (e, pertanto, variabili di volta in volta).
Tale forma poetica si realizza spesso come improvvisazione musicale in forma cantata. All'immediatezza dei contenuti devono aggiungersi, quali caratteristiche ricercate, l'efficacia e l'arguzia dei testi.

## Storia

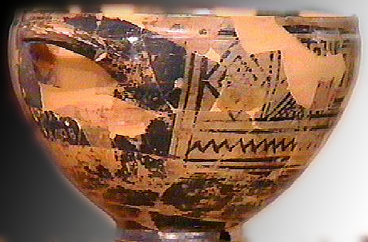
La Coppa di Nestore (VIII sec. a.C., scoperta da G. Buchner nel 1955, probabile esempio di improvvisazione simposiaca.

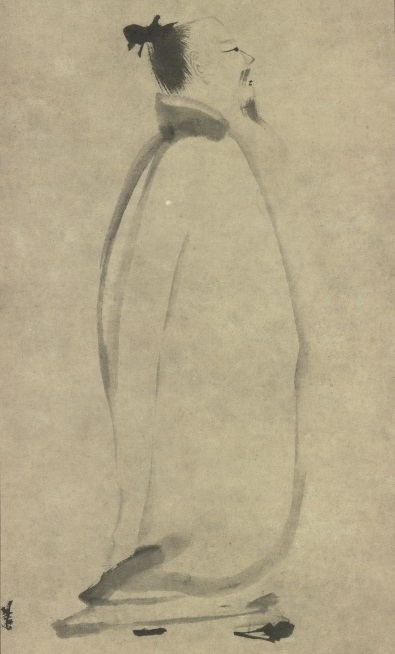
Li Bai (VIII sec), l'"immortale poeta" della letteratura cinese, celebre improvvisatore

Il genere poetico viene spesso associato al mondo rurale, un contesto culturale in cui non era insolito imbattersi in figure di contadini dotati di quest'abilità, a volte considerata un "dono di natura", il saper improvvisare a braccio su temi che venivano suggeriti di volta in volta. L'esibizione di queste figure poteva avvenire per diletto (ad esempio, in compagnie conviviali), ma anche in esibizioni o agoni pubblici, situazioni istituzionalizzate, tipiche del genere, che sopravvivono ancora in alcune realtà sociali all'inizio del XXI secolo.
Tuttavia, questo genere di improvvisazione ha origini molto antiche, con radici in varie culture, all'interno di tradizioni non solo popolari ma anche colte. Per quanto riguarda la cultura occidentale mediterranea, si possono citare i giochi e le competizioni conviviali dell'antica Grecia, in cui l'improvvisazione poetica si esprimeva in agoni ristretti durante i simposi (esiste anche un importante reperto dell'VIII secolo a.C., la cosiddetta Coppa di Nestore da Pithecusa, rinvenuta da Giorgio Buchner nel 1955, la cui superficie graffita restituisce un'iscrizione metrica che, secondo l'opinione di molti studiosi, deve essere interpretata come uno skolion concepito durante un intrattenimento simposiaco, forse contenente un riferimento ai poemi omerici, interpretabile come la prima "allusione letteraria" della storia europea
In Cina, la maggior parte dei poeti praticava correntemente l'improvvisazione poetica: tra questi, il più celebre è l'"immortale poeta" Li Bai (701–762, della dinastia Tang). Anzi, l'improvvisazione poetica è considerato un gioco tradizionale nella tradizione letteraria cinese.
Si può generalizzare il fenomeno al punto da ritenere che l'arte d'improvvisare poesie sia stata presente in ogni tempo e in ogni cultura. Non è azzardato affermare che non vi sia poeta che non si sia cimentato nel gioco improvvisativo, o non si sia confrontato con le sue tecniche, magari come semplice esercizio solitario e per mero diletto personale.
A fronte di queste spontanee manifestazioni e naturali inclinazioni esiste, tuttavia, un fenomeno improvvisativo che, come in altri campi della letteratura (ad esempio, la Commedia dell'Arte e numerose altre forme di improvvisazione teatrale), assunse una connotazione fine a sé stessa ("professionale"). Si ritiene che tale fenomeno sia soprattutto italiano, con una fioritura che raggiunse l'apice nel Rinascimento ma si prolungò, "con caratteri assai diversi, nel Settecento e nell'Ottocento".

## Contesti culturali del mondo rurale europeo
Per quanto riguarda il mondo rurale italiano, sono attestate tradizioni molto vivaci in vari territori, tra cui, in particolare, la tradizione toscana e la Poesia estemporanea in lingua sarda.

### Tradizione toscana deibernescanti

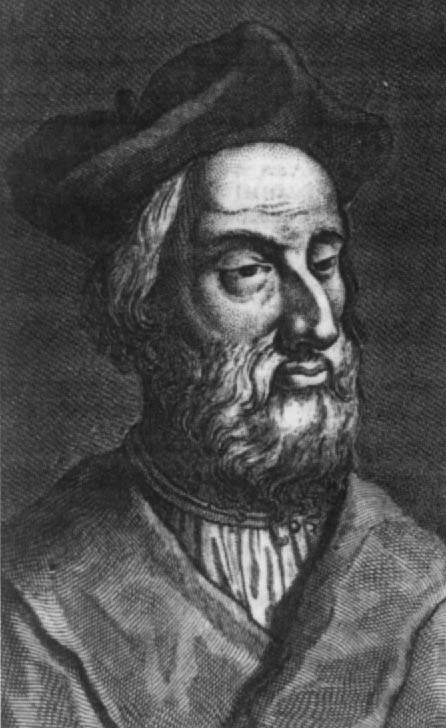
Francesco Berni (1497 ca.-1535), capostipite del genere "bernesco"

La tradizione della poesia estemporanea, nel mondo rurale toscano, era indicata come "cantare di poesia", una definizione all'interno della quale, fino agli anni sessanta del Novecento, si operava una distinzione ulteriore tra il "cantar di scrittura" e il "cantar di bernesco": nel primo caso, l'esibizione si avveniva sulla traccia di testi di altri autori; il "cantar di bernesco", invece, il vero e proprio poetare improvvisato, avveniva con testi e versi ideati su temi comunicati al momento. Gli artefici di quest'ultimo tipo erano detti "bernescanti", un filo etimologico che rivela una tradizione plurisecolare risalente a Francesco Berni di Lamporecchio, capostipite, agli inizi del XVI secolo, di un genere e di uno stile denominato capitolo bernesco.

#### Esponenti
Nella memoria istituzionale e collettiva, si conservano ancora i nomi di autori che hanno lasciato una traccia riconoscibile nella tradizione bernescante. Oltre all'esempio storico di Francesco Berni, vale il caso del "genio aretino" Tommaso Sgricci (1789-1836), improvvisatore anche in scene tragiche, la cui carriera e la cui fama travalicarono perfino i confini della penisola, giungendo fino in Francia. Altra importante figura del panorama toscano, e in parte emiliano, è Beatrice di Pian degli Ontani (1802-1885), pastora analfabeta che fu riconosciuta e apprezzata come poetessa da intellettuali come Niccolò Tommaseo e Renato Fucini.
Altre figure successive, di cui si conserva la memoria collettiva, sono: Andreini di Prato, Cai di Bientina, Ceccherini di Firenze, Londi di Carmignano, Marcucci di Arezzo, Neri di Cascina, Piccardi di Castelfranco di Sopra, Rofi di Livorno, Romanelli di Arezzo, Seghetti di Montecarlo, Banchi di Massa Marittima, Chechi di Grosseto, Grassi di Massa Marittima, Landi di Buti, Logli di Scandicci, Masi di Vinci, Mastacchini di Suvereto, Tonti di Agliana, Vannozzi di Cascina, Vietti di Montevarchi. 
Alla tradizione improvvisativa toscana può essere accostata la figura dell'attor comico Roberto Benigni, che, nelle fasi iniziali della sua carriera, si dilettava di partecipare a serate di poesia estemporanea.

### Tradizione umbro-marchigiana dell'area di Catria, Cucco e Strega
La tradizione della poesia estemporanea nell'area dell'Appennino centrale compresa tra i monti Catria, Cucco e Monte Strega, nelle campagne dell'Umbria e delle Marche appenniniche, è stata altrettanto radicata, mantenendosi più o meno viva fino al XX secolo, grazie agli ultimi suoi rappresentanti attivi ancora ai primi anni settanta del Novecento. 

#### Esponenti
Un illustre antenato rinascimentale della poesia in ottava rima nella forma dello strambotto, della mattinata e dell’immascarata, è stato in questi luoghi Baldassarre Olimpo degli Alessandri da Sassoferrato (1486-1539); seppur di derivazione colta e letteraria, la sua opera occupa un posto di primo piano nella storia della poesia popolare e popolareggiante italiana.
Fra gli ultimi esponenti del canto delle sàtrie in ottava rima in quest'area dell'appennino e parte della memoria popolare: Giambattista Carbonelli di Rucce (Fabriano), Pietro Petrucci di Montelago (Sassoferrato), Ubaldo Santarelli (detto "Capoccione") dell'area di Scheggia-Pascelupo, Giuseppe Franciolini di Cerqueto di Monterosso (Sassoferrato),Sebastiano Marconi di Melano Marischio (Fabriano), Alessio Bianchetti di Casalvento (Sassoferrato), Michele Luchetti di Viacce (Fabriano), Domenico Becchetti in Campani Rucce (Fabriano), Cesare Terzoni di San Felice (Sassoferrato), Nazzareno Pagnani di Regedano (Sassoferrato), Rinaldo Passari di Sant’Egidio (Sassoferrato), Nicolò Rossi di Regedano (Sassoferrato), Angelo Gregori di Perticano (Sassoferrato), Pietro Bonanni di Pascelupo (Scheggia-Pascelupo), Natale Crescentini di Rotondo (Sassoferrato), Ottorino Chiocchi di  San Mariano (Sassoferrato), Oreste Crescentini di Rotondo (Sassoferrato), Francesco Mariano Blasi Toccaceli di Percozzone (Pergola), Angelo Galli di Coldipeccio (Scheggia-Pascelupo), Ardelio Tagnani di Caprile (Frontone), Giovanni Mazzoni Giuseppe di Colombara (Serra Sant’Abbondio), Giuseppe Armezzani, Ischieta (Sassoferrato) Mario Marsili Guidarelli di Sementana (Sassoferrato), Maurizio Crinella di Monterosso (Sassoferrato), Antonio Cerquarelli di Sassoferrato.